# Понсонби, Артур, 1-й барон Понсонби Шёлбредский
Артур Огастес Уильям Гарри Понсонби, 1-й барон Понсонби Шёлбредский (16 февраля 1871 — 23 марта 1946) — британский политик, писатель и общественный деятель. Приходился третьим сыном сэру Генри Понсонби — личному секретарю королевы Виктории, правнуком Фредерику Понсонби — 3-му графу Бессборо и младшим братом Фредерику Эдварду Грею Понсонби — 1-му барону Сисонби. Ему часто приписывают авторство фразы: «Когда объявлена война, первой её жертвой становится правда», встречающейся в его книге «Ложь во время войны» (1928). Однако почти идентичную фразу произнёс американский сенатор Хирам Джонсон в 1917 году: «Первой жертвой начавшейся войны становится правда».

## Биография

Герб графа Бессборо

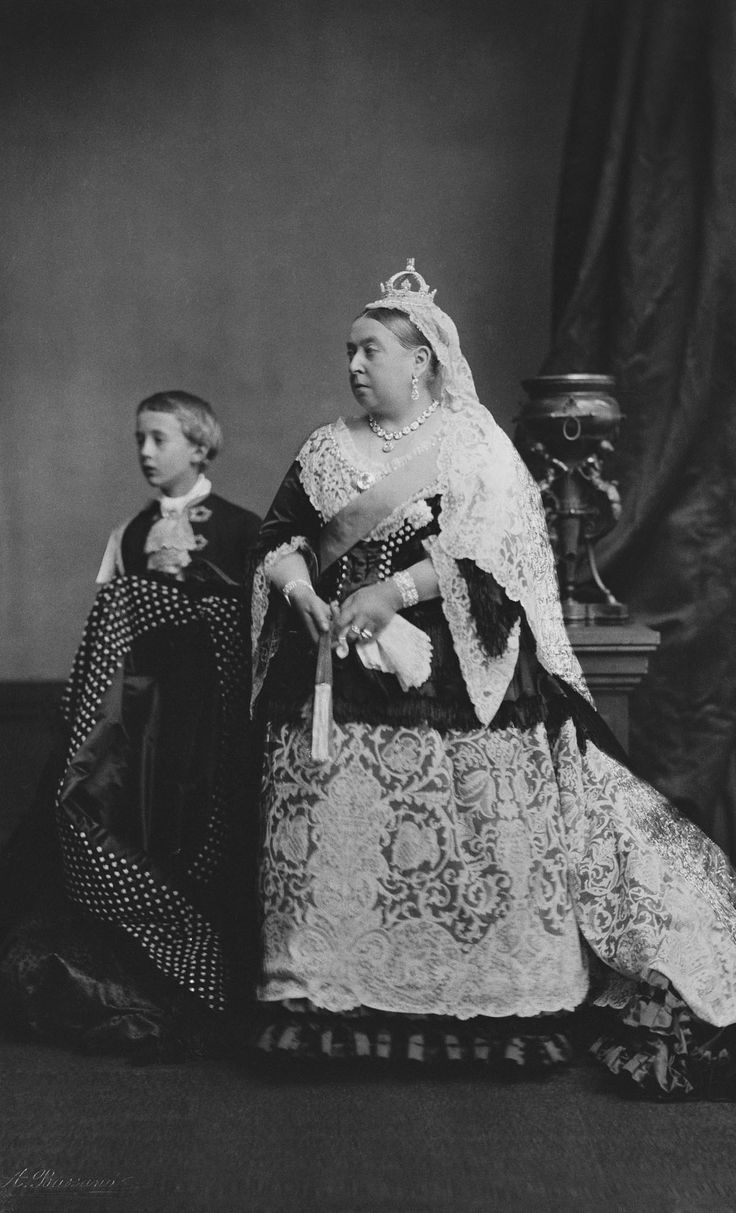
Фотография королевы Виктории (1819—1901) и пажа — Артура Понсонби (27 апреля 1882 года)

### Детство
Артур Понсонби родился в Виндзорском замке 16 февраля 1871 года в семье личного секретаря Королевы Виктории — сэра Генри Фредерика Понсонби (1825—1895). Он принадлежал по своему происхождению к высшей придворной знати и в возрасте 11 лет был назначен вторым почётным пажом королевы Виктории.
В список его основных обязанностей входило присутствие на торжественных событиях с участием королевы. Он носил шлейф платья королевы Виктории и выполнял ряд других почётных работ, назначаемых слугам сравнительно низкого ранга. Обычно их выполняют сыновья английской аристократии и дворянства.
Понсонби получил образование в Итон-Колледже и Баллиол-колледже (1890—1892). После окончания колледжа он выбрал в качестве профессии юриспруденцию и дипломатию и отправился за границу для совершенствования во французском и немецком языках.

### Карьера

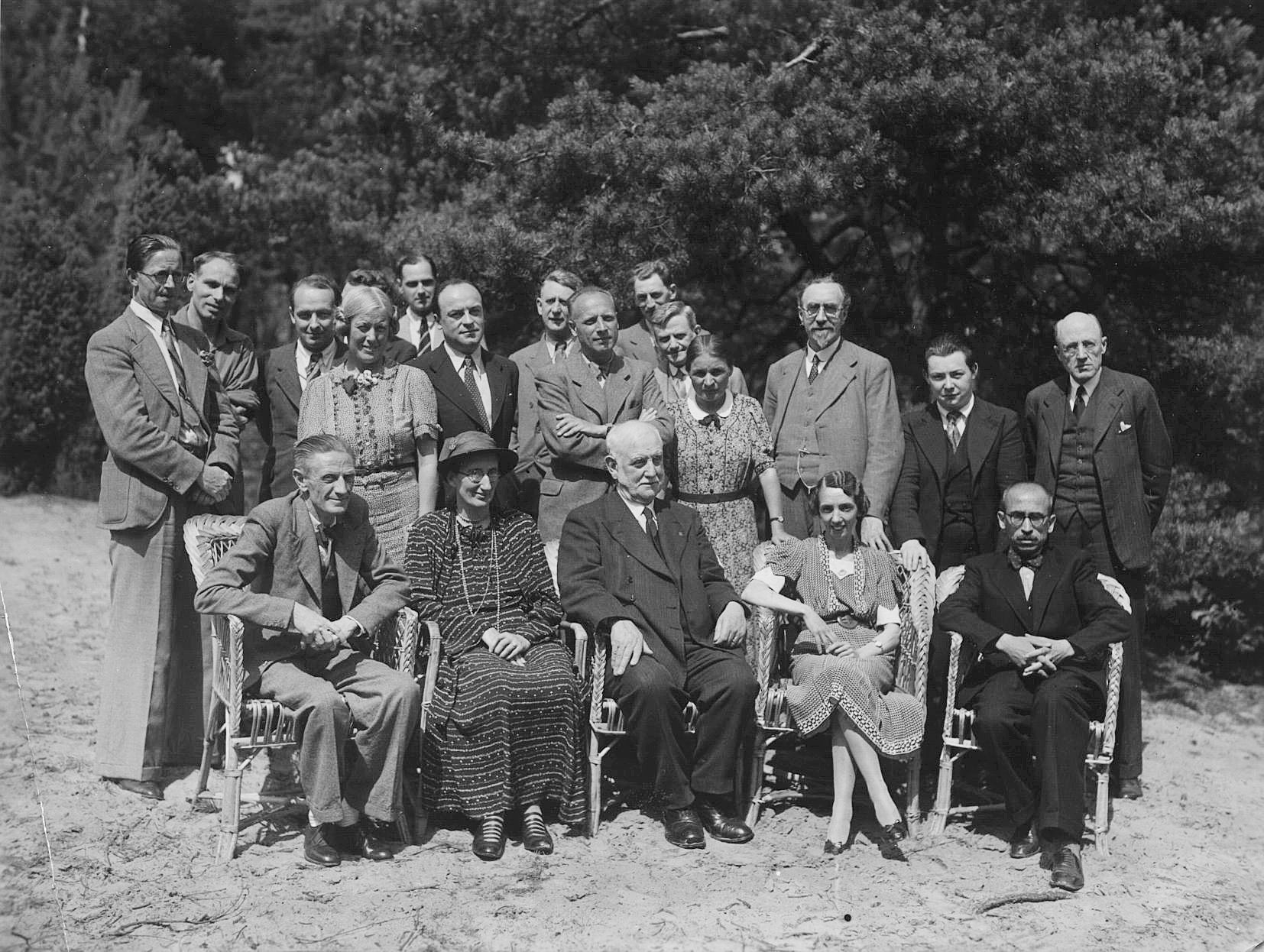
Международный совет противников войны, встреча в Брудерсхапсхёйсе, Билтховен, Нидерланды (июль 1938 года), во время гражданской войны в Испании. Артур Понсонби изображён справа на заднем плане

С 1894 года Понсонби занимал различные посты в министерстве иностранных дел, как в Великобритании, так и за границей. Он работал в Константинополе и Копенгагене, после чего, в 1890 году возвратился на родину и женился на Доротее Пэрри, дочери композитора Чарльза Хьюберта Гастингса Пэрри. Они построили дом в Шёлбриде, Линчмире. Вскоре у них родились дочь Элизабет (1900) и сын Мэтью (1904).
В начале XX века Артур Понсонби стал членом Либеральной партии. В попытке сделать самостоятельную политическую карьеру в 1902 году Понсонби подал в отставку из министерства иностранных дел. Он служил в офисе политической организации Liberal Central Association, а затем, после поражения в 1906 году на всеобщих выборах в Тонтоне, был назначен главным личным секретарём премьер-министра Великобритании, Генри Кэмпбелл-Баннермана. После смерти Кэмпбелл-Баннермана в 1908 году Понсонби выиграл довыборы в округе Стирлинг-Бергс.
К 1910 году Артур Понсноби стал влиятельным членом Палаты общин. К этому времени относятся его первые заметные публикации. В этом же году вышла в свет его работа «Верблюд и игольное ушко» («The camel and the needle’s eye»), а в 1912 году «Упадок аристократии» («The Decline Of Aristocracy»). Содержание его книг свидетельствует о занятии им левых позиций, с ярко выраженной пацифистской направленностью. Понсонби выступал с резкой критикой внешней политики Великобритании, проводимой премьер-министром Гербертом Генри Асквитом и поддерживавшим его министром иностранных дел Эдуардом Греем.
Активная колониальная экспансия вызывала негодование Артура Понсонби; он также был противником заключённого в 1907 году соглашения с Россией, способствовавшего окончательному оформлению Антанты. Он считал, что подобная политика содействовала к подготовке и развязыванию Первой мировой войны 1914—1918 гг.
Позднее Понсонби выступал категорически против участия Великобритании в войне и против увеличения расходов на оборону. Артур Понсонби совместно с историком Чарльзом Тревельяном, журналистом Эдмундом Морелем, политиком Джеймсом Макдональдом и рядом других известных общественных деятелей создали «Союз демократического контроля», который стал ведущей антивоенной организацией Великобритании. В то время, однако, антивоенные настроения не были популярны в английском обществе, и, как следствие, Понсонби потерпел поражение на всеобщих выборах 1918 года. Он баллотировался как «независимый демократ», как и другие кандидаты в депутаты, выступающие против войны.
После окончания Первой мировой войны Артур Понсонби присоединился к Лейбористской партии, и в 1922 году на всеобщих выборах стал депутатом Палаты общин от округа Шеффилд-Брайтсайд. Понсонби занимал различные должности в лейбористском правительстве Рамсей Макдональда. В 1924 году он получил кресло заместителя министра иностранных дел.
В 1925 году Понсонби опубликовал заявление об отказе в поддержке любых правительств, прибегающих к решению проблем с помощью военной силы. За два года петицию с поддержкой этого предложения подписали 128 770 человек. В следующем году он опубликовал свою работу «Ложь во время войны» («Falsehood in War-time»), посвящённую пропаганде периода Первой мировой войны. Он писал:

«Ложь — признанное и в высшей степени полезное во время войны оружие. Поэтому каждая страна широко пользуется ею для того, чтобы обмануть свой народ, склонить в свою пользу нейтральные страны и ввести в заблуждение врага…»

Понсонби настаивал на том, что все споры между странами можно урегулировать либо путём дипломатических переговоров, либо международным арбитражом.
В 1930 году Артур Понсонби был возведён в звание пэра, приняв титул 1-го барона Понсонби Шёлбредского. Он был лидером Лейбористской партии в Палате лордов 4 года: с 1931 до своей отставки в 1935 году. Понсонби был не согласен с политикой партии в отношении санкций против Италии за вторжение в Абиссинию во время Второй итало-эфиопская войны. Также он отвергал инициативу Годфри Бенсона и Архиепископа Кентерберийского обратиться к правительству, чтобы оно отреагировало на политику Советского правительства, вызвавшую Голодомор.
Покинув Лейбористскую партию, Понсонби стал лидером движения за мир в Великобритании. Мартин Сидел (англ. Martin Ceadel), автор книги «Пацифизм в Великобритании 1914—1945» («Pacifism in Britain 1914—1945») называл его ведущим британским пацифистом.
В 1937 году в день очередного Дня памяти павших, посвящённого годовщине подписания Первого компьенского перемирия, положившего фактический конец военным действиям Первой мировой войны, Артур Понсонби организовал альтернативное празднование.

### Последние годы
После начала Второй мировой войны Понсонби постепенно отошёл от активной политической деятельности — во многом это было вызвано ухудшением состояния его здоровья. К этому времени относится его последняя значительная работа, биография отца («Генри Понсонби, личный секретарь королевы Виктории: его жизнь и письма»). В 1942 году она была удостоена старейшей литературной премии Британии, премии Джеймса Тейта Блэка.
15 мая 1940 года Понсонби вышел из Лейбористской партии, выступив против её решения присоединиться к национальному правительству, возглавляемым Уинстоном Черчиллем. В сентябре 1943 года в результате инсульта Понсонби теряет работоспособность. Он так и не смог оправиться от инсульта, и скончался в доме престарелых в Хайндхеде 23 марта 1946 года.